# Шарапов, Руслан Леонидович
Руслан Леонидович Шарапов (род. 22 июня 1967, Могилёв) — советский и белорусский дзюдоист, призёр чемпионата СССР, чемпион Белоруссии, призёр чемпионата Европы, победитель и призёр чемпионатов дружественных армий, чемпион и призёр чемпионатов мира среди военнослужащих, участник летних Олимпийских игр 2000 года в Сиднее (5 место), Заслуженный мастер спорта Республики Беларусь. Главный тренер сборной Белоруссии по дзюдо.
На Олимпиаде выступал в тяжёлой весовой категории (свыше 100 кг). В первой схватке Шарапов уступил японцу Синъити Синохара. В утешительной серии белорус последовательно победил представителя Казахстана Вячеслава Бердуту, кубинца Анхеля Санчеса, китайца Пань Сун, но уступил эстонцу Индреку Пертельсону и выбыл из борьбы за медали.

## Спортивные результаты
- Чемпионат СССР по дзюдо 1991 года — ;
- Чемпионат Белоруссии по дзюдо 2003 года — ;